# Gneiss

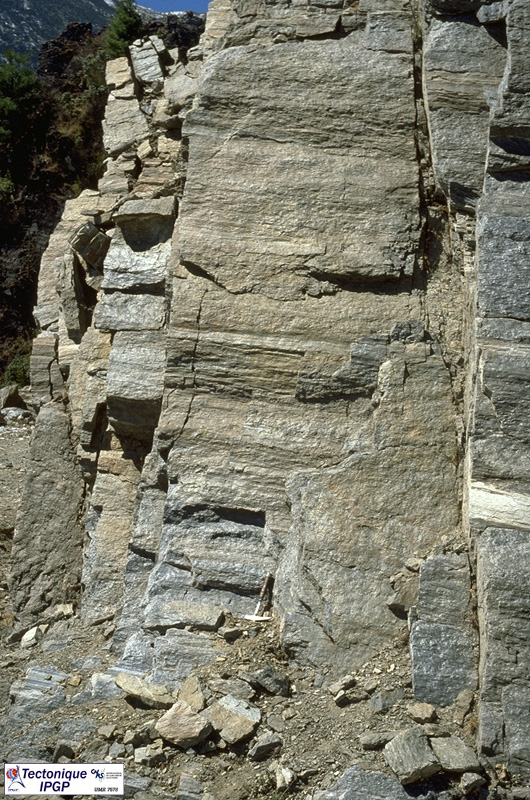
Foliation (vue de face) et linéation d'étirement presque horizontale dans un gneiss.

Le gneiss ([gnɛs]) est une roche métamorphique de la croûte continentale contenant du quartz, du mica, des feldspaths plagioclases et parfois du feldspath alcalin, tous suffisamment gros pour être identifiés à l'œil nu.
La foliation, toujours présente mais parfois peu visible à l'œil nu, est marquée par l'alternance de petits lits clairs (blancs, gris, rosés) formés de quartz et de feldspaths, et de fins niveaux plus sombres composés de minéraux ferromagnésiens (micas noirs, amphiboles...). Cette alternance correspond à une ségrégation de cristaux liée à un litage que l'on appelle tectonique ou métamorphique.

## Étymologie
Le mot est attesté en français pour la première fois en 1750 sous la forme Kneiss, puis en 1774 et 1779, sous sa forme actuelle gneiss. Il s'agit d'un emprunt à l’allemand Gneiss de même sens. Le mot provient d'une dénomination utilisée par les mineurs saxons au XVIe siècle.

## Caractères généraux
Les lits clairs sont constitués principalement de quartz, de plagioclases et de feldspaths. Ils ont une texture granoblastique. Les lits sombres sont micacés (souvent des micas noirs de type biotite) avec la présence éventuelle d'amphiboles. Ils ont une texture lépidoblastique. Les pétrographes parlent alors de texture granolépidoblastique.
Cette structure en feuillets ou lits est généralement due à une déformation ductile qui s'est produite en même temps que le métamorphisme. Les plans ainsi définis sont appelés foliation, et correspondent au plan d'aplatissement de la roche. Celle-ci a souvent été étirée en même temps qu'aplatie (un peu comme un métal dans un laminoir). On observe alors une linéation d'étirement, marquée par l'allongement des minéraux, sur les plans de foliation.

## Genèse

Diagramme des champs des différents faciès métamorphiques en fonction des conditions de température et de pression. Les gneiss appartiennent généralement au faciès amphibolitique ou granulitique.

Les gneiss ont deux origines possibles : métamorphisme de roches magmatiques (orthogneiss dont la proportion de minéraux clairs s'apparente à celle du granite, 1/3 de quartz, 2/3 de feldspaths) ou de roches sédimentaires (paragneiss caractérisés par une abondance de micas et de silicates d'alumine). Ils diffèrent par leur composition minérale, par leur structure et par leur genèse (histoire d'origine). Ils ne marquent pas forcément une intensité du métamorphisme général (influence de la composition de leur protolithe d'origine) plus grande que pour les micaschistes dont ils se distinguent par l'abondance de minéraux clairs (notamment le feldspath), la faible proportion de minéraux ferro-magnésiens sombres et la forte cohésion qui en résulte.
Les gneiss sont généralement métamorphisés dans le faciès amphibolitique (minéraux caractéristiques la hornblende et le grenat) ou granulitique (avec comme minéraux caractéristiques le microcline et le pyroxène), à une température supérieure à 600 °C et une pression comprise entre 2 et 12 kbar.

## Variétés

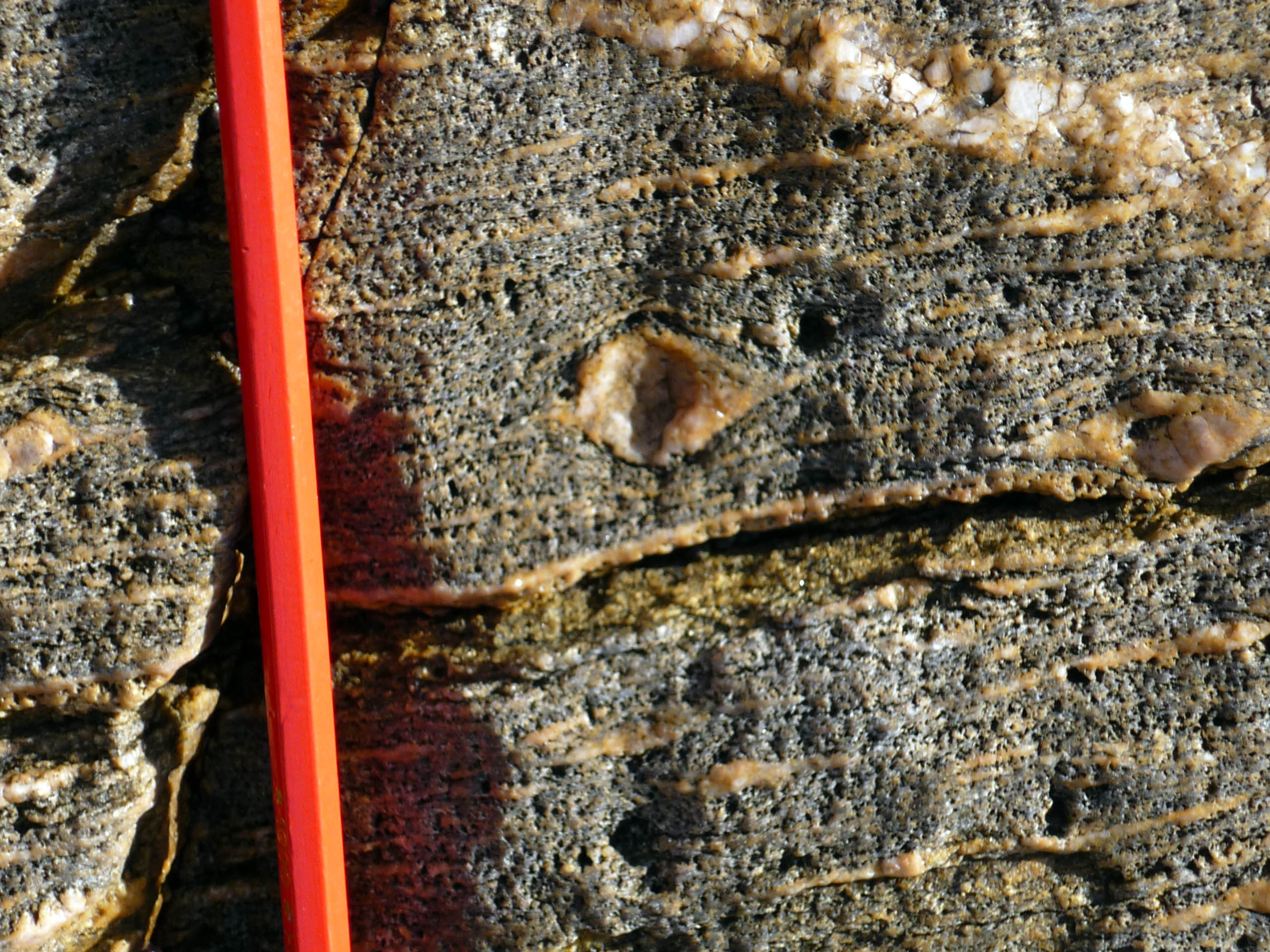
Processus métamorphique de dissolution–recristallisation dans un orthogneiss œillé. Observation d'ombres de pression (appelées « queues de cristallisation ») de porphyroclastes de feldspath.

Les principales variétés de gneiss sont les suivantes :
- Gneiss homogène (litage non visible à l'œil nu), gneiss lité (litage visible à l'œil nu), gneiss rubané caractérisé par un litage régulier (rubanement qui peut être l'héritage d'une stratification ou le fruit d'une schistosité).

- Gneiss œillé dans lequel des phénocristaux de feldspath ou de quartz sont conservés ou ont recristallisé, formant des yeux (ou des amandes effilées) remplis de cristaux orientés comme les lits de micas qui les encadrent. La présence d'yeux de porphyroclastes de feldspath indique le caractère orthodérivé du gneiss ; la présence d'amandes quartzofeldspathiques dérivant du boudinage de filonnets granitiques anciennement inclus dans une métapélite migmatisée, indique le caractère paradérivé du gneiss.

- Gneiss plissé présentant des plis qui sont les témoins des déformations qu'a subi la roche.

- Gneiss amphibolitique issu du métamorphisme d'une ancienne coulée basaltique.

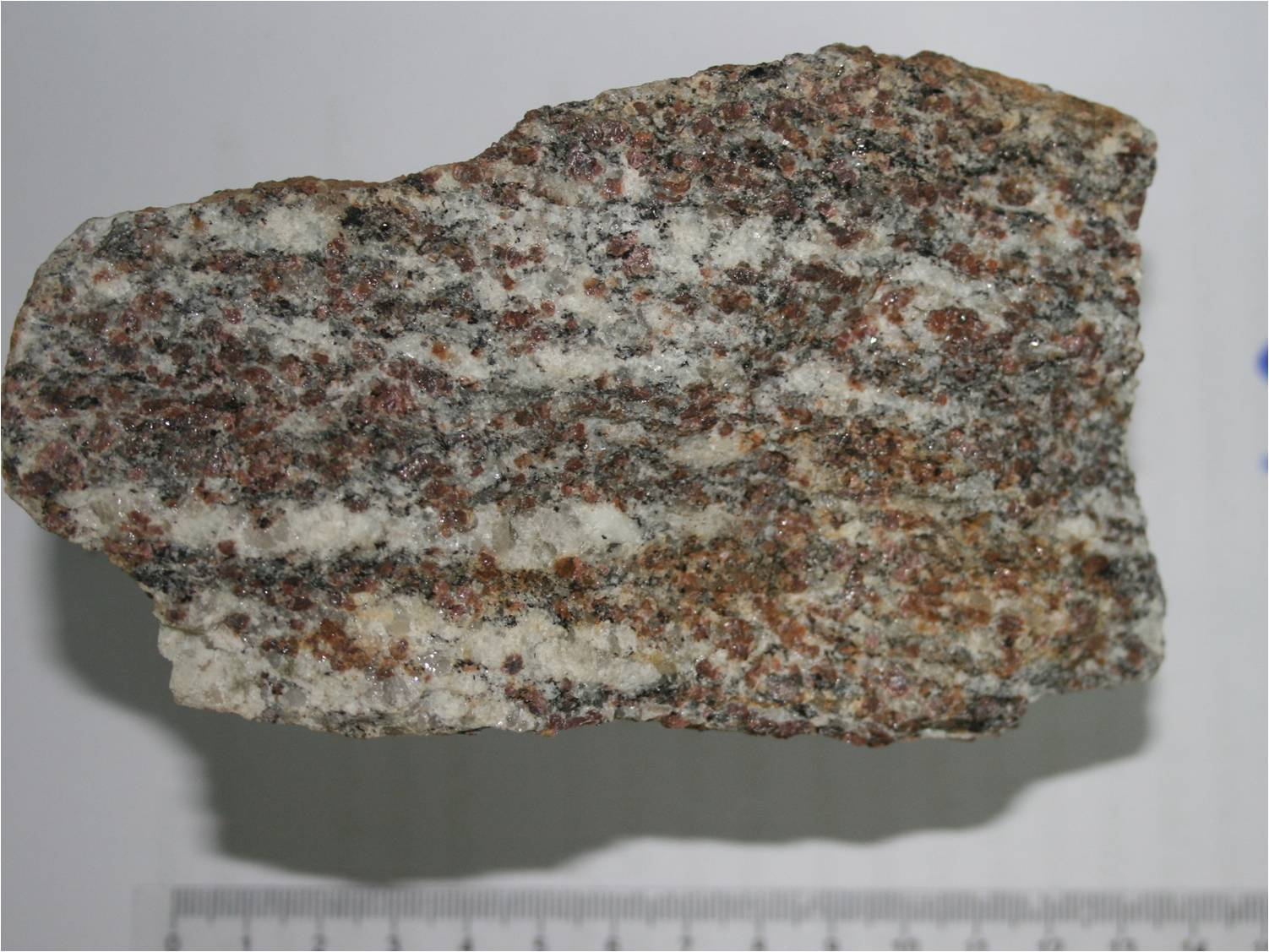
Le rubanement gneissique est causé par l'alternance de lits clairs et de lits discontinus de micas noir et grenats rouge.
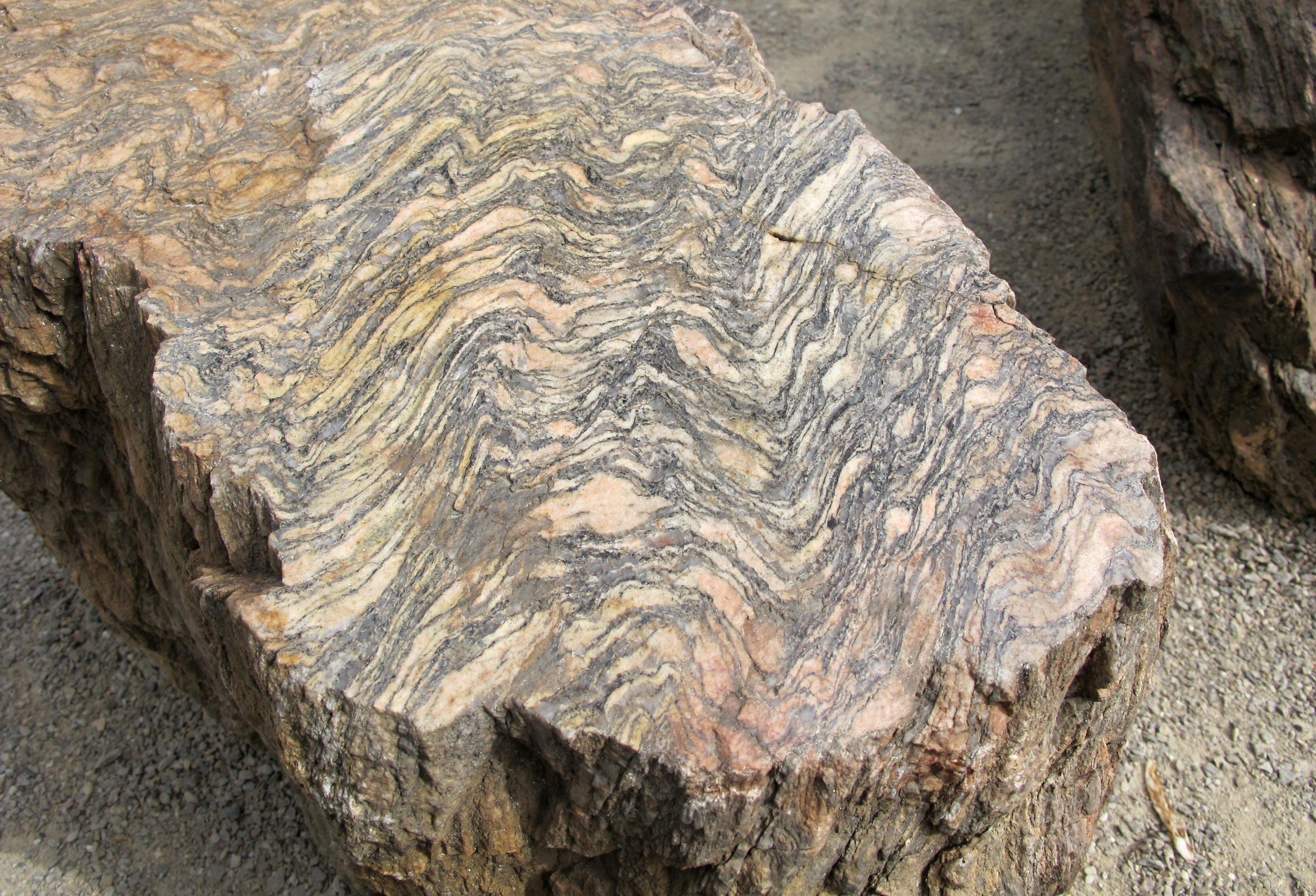
Gneiss plissé.
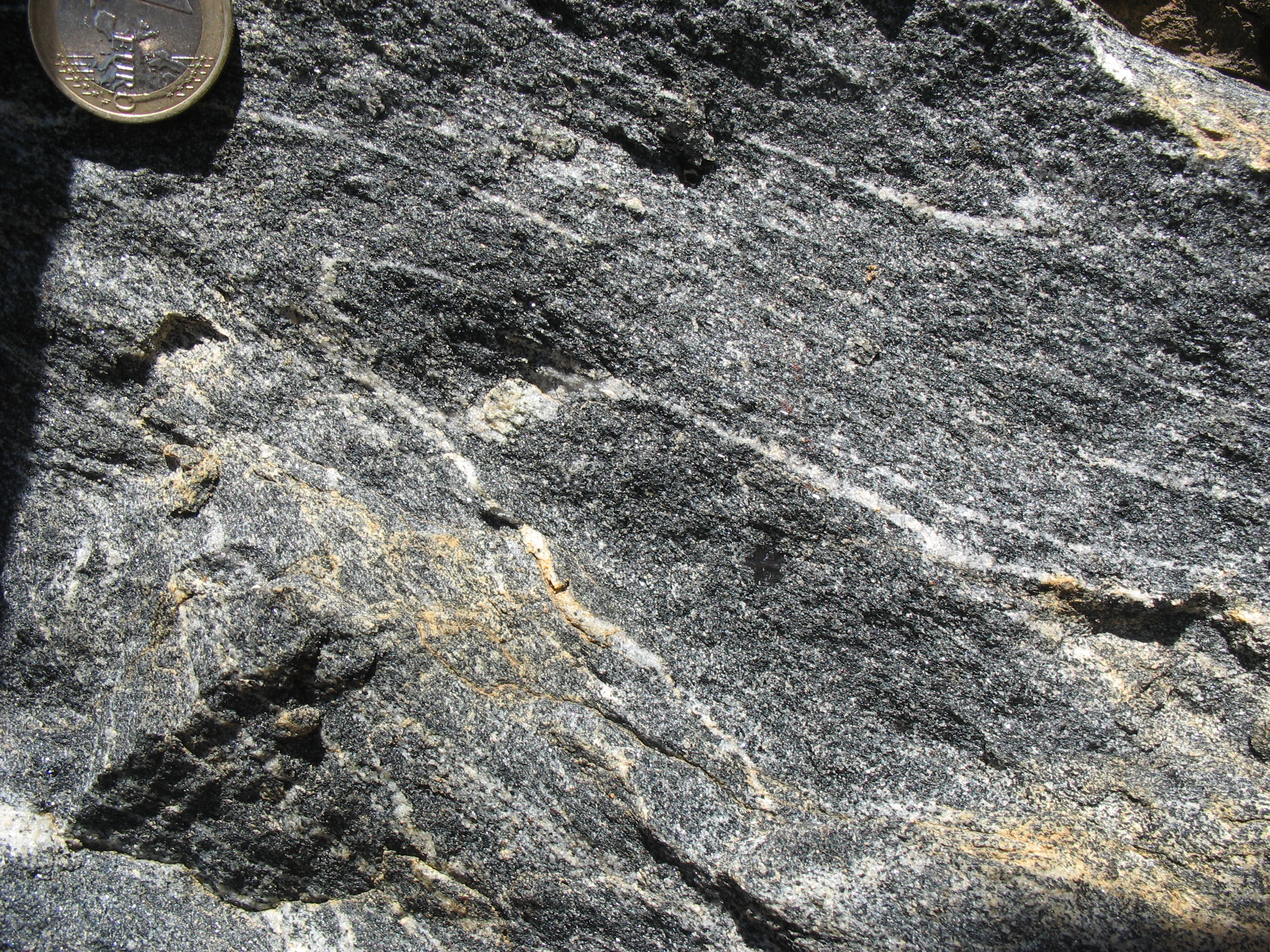
Gneiss amphibolitique. Début de rubanement gneissique causé par les lits de feldspath blanc.

## Gisement
Les gneiss sont abondants dans la croûte continentale où ils peuvent être graduellement migmatisés et passer progressivement à des granites d'anatexie (massifs granitiques aux limites moins nettes). Comme les micaschistes, ils affleurent dans les boucliers (gneiss d'Acasta, ceinture de roches vertes) et dans les chaînes de montagnes anciennes à la suite de l'exhumation de leur racine crustale.